# Бейсугский лиман
Бейсу́гский лима́н — залив Азовского моря, находится в 15 км к северо-востоку от Приморско-Ахтарска, что в Краснодарском крае России. От моря отделён песчано-ракушечной Ясенской косой. Протянулся на 30 км с северо-запада на юго-восток. Ширина в средней части — 12 км, максимальная глубина на мелководьях — 1,5 метра, что позволяет воде быстро прогреваться в летние месяцы. В центральной части лимана глубина достигает 4—5 метров. Площадь поверхности — 272 км².
В лиман впадают две реки: Бейсуг и Челбас (Челбасское Гирло), — принося ежегодно около 230 млн м² пресной воды. На реке Бейсуг перед впадением в Бейсугский лиман создано Бейсугское водохранилище (нерестово-выростное хозяйство). В сущности, сам лиман представляет собою речной эстуарий, сообщающийся с морем Ясенским Гирлом, в связи с чем вода в лимане менее солона, нежели в Азовском море.
Дно лимана — пологое, берега — низменные, за исключением юго-западного, который высок и обрывист. На низменных берегах расположены: Ясенская Переправа, что возле гирла, и станица Бриньковская — на юго-востоке. Возле Ясенской переправы с лиманом соседствует Ханское озеро, отделённое от него песчаной, поросшей степными травами, пересыпью.
Лиман богат рыбой — в его слабо солёных водах водятся: бычок, тюлька, хамса, судак, тарань и щука. По данным института «Кубаньводпроект», Ясенская коса может быть постепенно размыта, что приведёт к превращению лимана в обычный залив Азовского моря и нарушению воспроизводства в нём рыбы.
В заливе найдены большие запасы лечебных грязей в виде ила чёрного цвета с маслянистым оттенком и запахом сероводорода.
Являясь самой крупной на Восточном Приазовье опреснённой лагуной площадью 27,2 тыс. га, Бейсугский лиман вместе с Ханским озером, от которого он отделён низкой песчано-ракушечниковой косой, играет большую роль в гидрологическом балансе Азовского моря, способствуя стабильности его экосистемы. На уровень воды в лимане влияют изменения водного баланса впадающих в него рек и Азовского моря. Основная масса воды поступает в лиман из моря.
На реке Бейсуг и её притоках — 208 прудов. В последние годы воды этой реки редко доходят до лимана. На реке Челбас 120 прудов, её относят к угасающей реке. Она практически не доходит до лимана, образуя плавни. Учёные прогнозируют дальнейшее повышение солёности Бейсугского лимана из-за снижения речного стока.
Бейсугский лиман внесён в Перспективный список водно-болотных угодий, имеющих международное значение, охраняемых Рамсарской конвенцией.